# Myonia primula
Myonia primula är en fjärilsart som beskrevs av Paul Dognin 1919. Myonia primula ingår i släktet Myonia och familjen tandspinnare. Inga underarter finns listade i Catalogue of Life.